# Sergio Barroso
Sergio Fernández Barroso (también conocido como Sergio Barroso) (La Habana, Cuba, 4 de marzo de 1946) es un compositor, instrumentista y profesor cubano.

## Formación académica
Estudió piano, teoría y órgano con Alfredo Levi, César Pérez Sentenat, Edgardo Martín y Alfredo Díez Nieto en el Conservatorio Nacional de La Habana "Amadeo Roldan", donde recibió un Diploma Honorífico en 1966.
Más tarde tomó cursos de posgrado en composición musical y teoría con Václav Dobiáš y Karel Jánacek en la Academia Superior de Música de Praga y obtuvo un Certificado de posgrado de esa institución en 1968. Recibió clases privadas de Alois Hába en esa misma ciudad. Estudió también Dirección Orquestal con Manuel Duchesne Cuzán y Gonzalo Romeu en el Instituto Superior de Arte en La Habana y música computarizada con John Chowning y Jean-Claude Risset en CCRMA, Universidad de Stanford (Estados Unidos).

## Compositor
Como compositor ha recibido numerosas comisiones de organizaciones e instrumentistas individuales; y ha mantenido una activa carrera internacional, apareciendo frecuentemente en eventos del ISCM. Participó en el Festival de Nueva Música del ISCM como compositor invitado en 2004 y 2007.
Sus obras han sido ejecutadas en numerosos conciertos y eventos en América, Europa y Asia; en importantes escenarios como el Lincoln Center, el Centro John F. Kennedy para las Artes Escénicas, el Teatro de Mónaco, el Institut de Recherche et Coordination Acoustique/Musique, el Smétana Hall, el Philharmonic Hall de Bratislava o el Elizabeth Hall de Londres. Su música ha sido grabada por las marcas Areíto, SNE, Centredisc, CBC Records, Bonk, Blue Note Records, y Empreintes Digitales.
La música de Barroso ha representado a Canadá y Cuba en la UNESCO TRIMALCA (1979), el International Rostrum of Composers en París (1980, 1995) y el International Rostrum of Electroacoustic Music (1990, 1994).

## Instrumentista
Como ejecutante de instrumentos de teclado, ha interpretado principalmente sus propias obras, y se ha especializado también en la música barroca. El ha tocado en el National Arts Centre de Ottawa, el IRCAM, el South Bank Centre de Londres, el Pollack Hall o el Glenn Gould Studio. Barroso ha comisionado y estrenado numerosas obras para sintetizadores controlados por medio del teclado, de compositores canadienses.

## Profesor
Trabajó como profesor en el Conservatorio Nacional de La Habana desde 1968 a 1973 y desde 1978 a 1980. Fue profesor de la Escuela Nacional de Arte en La Habana desde 1968 a 1976, y en la Universidad de La Habana desde 1976 a 1980. Barroso fue nombrado también como Director de los departamentos de música de la Biblioteca Nacional en La Habana y de la Universidad de La Habana; como Director de Música Contemporánea en el Instituto de Radiodifusión de Cuba desde 1975 a 1977; y como Director de Música del Ministerio de Cultura de Cuba desde 1977 a 1980.
En 1980 estableció su residencia en Canadá, y después de un breve período enseñando en la Trent University, pasó a la Costa Oeste para enseñar en la Universidad de Victoria desde 1981 a 1984, y en la Universidad Simon Fraser en 1986. Ha enseñado música electrónica y síntesis FM en el Conservatorio Nacional “Carlos Chávez” de Ciudad México.

## Premios y reconocimientos
Ha recibido numerosos premios y reconocimientos en Cuba, Canadá, Europa, Suramérica y los Estados Unidos, los cuales incluyen premios en el Concours International de Musique Électroacoustique de Bourges (1980); el Cintas/Arts International (1999); el International Music Council (IMC) Rostrums of Composers (1994, 1980); el IMC Rostrums of Electroacoustic Music (TIME) (1990 y 1994); el IMC Rostrum of Latin American Music (1979); el Lynch-Staunton Award (2000), y varios premios en Cuba.

## Otras actividades profesionales
Fue nombrado como Director de los Departamentos de Música de la Biblioteca Nacional "José Martí" en La Habana (1970-72), la Universidad de La Habana (1972-76) y del Ministerio de Cultura (1976-80). También fue designado como columnista del diario habanero "Juventud Rebelde" (1975-80), así como comentarista en el Instituto Cubano de Radiodifusión (ICRT) (1969-80) y el Vancouver Cooperative Radio (1985-90). El también sirvió como secretario general de la Sección cubana del "International Music Council" (IMC) (1976-80).

## Obras
Su catálogo incluye música para ballet (La Casa de Bernarda Alba, Plasmasis); para instrumentos acústicos o combinaciones de éstos con medios electroacústicos ( incluyendo seis obras de su serie Yantra, entre1973 y 1982); y obras puramente electroacústicas.
Orquesta:
- Concierto, oboe, orquesta, 1967–68
- Oda al soldado muerto, orquesta, 1968
- Concerto for String(s) and Four Sound Sources, 1972
- Yantra VII, orquesta, 1977
- Tropical Sweet, orquesta, 1986
- La Fiesta grande, orquesta, 1990
- Jitanjáfora, violín, orquesta, 1993
- Concerto, viola, orquesta, 1995–96

Cámara:
- Cuarteto de cuerdas - 1967
- Concierto - 1968
- Yantra I, guitarra - 1972
- Yantra III, guitarra y medios electroacústicos - 1972
- Yantra II, 14 vientos - 1973–74
- Yantra IV - 1975
- Yantra V, guitarra - 1975
- Yantra IX, saxofón soprano - 1979
- Yantra X, fagot y medios electroacústicos - 1981–82
- Quince Miradas a Don Quijote, 2 guitarras - 1984
- Danzas coloniales cubanas - 1984
- En febrero mueren las flores, violín y medios electroacústicos - 1987
- Canzona, sintetizadores y medios elect. - 1988
- La Fiesta, sintetizadores y medios elect. - 1989
- Crónicas de ultrasueño - 1992
- Sonatada, sintetizadores - 1992
- Charangas delirantes - 1993
- Viejas voces - 1993–94
- Crónicas II - 1995
- Viola Desnuda, viola - 1995–97 (versión de concierto)
- La Noche - 1997
- Sandunga - 1997
- Cuartetas - 1999
- Callejos - 1999
- Pregones, chelo - 2000
- Rocambole, violín/viola, chelo, medios electroacústicos - 2001
- Hélice, saxofón soprano y medios elect. - 2003–05

Vocal:
- El Ángel desengañado (texto Rafael Alberti) y piano - 1963
- Tres Canciones azules (texto de Rafael Alberti), soprano y piano - 1963
- Tres Canciones grises (texto de Federico García Lorca), contralto y piano - 1963
- Grietas (texto de Xiomara Funes), soprano y piano - 1965
- Noema II - 1972
- Ireme
- Verdehalago (texto de Mariano Brull - 2004–06)

Piano:
- Microsuite, 1965
- Variaciones del Motoriongo, 1966
- Música para pequeños oídos, 1966
- Yantra VIII, 1978
- Yantra VI, piano y medios elect. - 1976–79
- Liborio, piano y medios elect. 2008

medios Electroacústicos:
- Las Barricadas misteriosas - 1982
- Soledad - 1987
- Tablao, guitarra y medios elect. - 1991
- La Noche - 1997

Escena:
- Plásmasis, ballet - 1970
- Dinamia, ballet - 1972
- La Casa de Bernarda Alba, ballet - 1971–75
- Ireme, ballet
- Neverland, música para danza - 1976
- The Tempest (música incidental para la obra de William Shakespeare) - 1984[4]

Medios múltiples:
Rumbos - 1975

## Discografía
- Variaciones del Motoriongo. Nancy Casanovas, piano (Areíto: LDA-3589) (LP)
- Concierto; Yantra I; Yantra IV. Luis Bayard; Flores Chaviano; Sergio Barroso/percusión de la Orquesta Sinfónica de La Habana (Areíto: LDA-3631) (LP)
- Yantra III. Flores Chaviano (Areíto: LDA-3721) (LP)
- Yantra VIII. Ileana Peña, piano (Areíto: LDA-3800) (LP)
- Oda al soldado muerto. Enrique González Mántici/Orquesta Sinfónica de La Habana (Areíto: LDA-7000) (LP)
- Crónicas de ultrasueño. Lawrence Cherney, oboe; Sergio Barroso (Centrediscs: CMCCD 4793)
- La Fiesta; Crónicas de ultrasueño; En febrero mueren las flores; Charangas delirantes; Sonatada; Viejas voces; Tablao; Yantra X; Canzona. León Biriotti; Jesse Read; Adele Armin; Laura Wilcox; Sergio Barroso (empreintes DIGITALes: IMED 9628/29)
- Yantra I; Yantra III; Yantra IV; Yantra VI; Yantra IX. Luis Bayard; Miguel Villafruela; Flores Chaviano; Jorge Gómez Labraña (IREME: 19732001)
- La Noche; En febrero mueren las flores; Sandunga; Las Barricadas misteriosas. Adele Armin; Laura Wilcox (IREME: 19822002)
- Concierto (viola); Jitanjáfora; La Casa de Bernarda Alba. Adele Armin; Laura Wilcox; Alex Pauk/Esprit Orchestra; Sergio Barroso/Orquesta Sinfónica de la Ópera Cubana (IREME: 19962001)
- La Fiesta. Sergio Barroso (Radio Canada International: ACM-37)
- Soledad; Canzona. Sergio Barroso (Société de Nouvelle Enregistrement: SNE 556)
- Viola Desnuda. Laura Wilcox (Société de Nouvelle Enregistrement: SNE 654)